# معالم في الطريق (كتاب)
كتاب معالم في الطريق لمؤلفه سيد قطب ومن أشهرها وأكثرها جدلاً، تتركز فيه أفكاره الأساسية في التغيير الذي ينشده وإن كان أصله مأخوذاً من كتابه في ظلال القرآن في طبعته الثانية، وفي أجزائه الأخيرة من طبعته الأولى. كان الكتاب قد طبع منه عدد محدود في طبعته الأولى التي نشرتها «مكتبة وهبة»، ولكن بعد أن حكم بإعدام سيد قطب أصبح الكتاب يطبع في العالم كله بالآلاف.

## محتوى الكتاب

### جيل قرآني فريد
وضع سيد قطب في هذا الكتاب المعالم اللازمة لاستعادة الحاكمية ويركز سيد قطب بشكل عام على مفهوم الحاكمية لله في جميع كتاباته. يبدأ الكتاب بموضع جيل قراني فريد وهو جيل الصحابة ويتساءل سيد قطب فيه عن عدم تكرار هذا الجيل ويبين فيه فهم الصحابة للقران الكريم بنقطتين: أن الصحابة أخذوا القرآن كنبع وحيد دون دخول أي معتقدات تعطل صفاء هذا النبع ويضع مثالاً عليه انزعاج الرسول عندما رأى عمر بن الخطاب يقرأ صحيفة من التوراة. يرى سيد قطب أن الصحابة تعاملوا مع القرآن باعتباره تكاليف وأوامر مباشرة من الله يجب تنفيذها بسرعة، ويضرب مثالاً عليها قول بن مسعود: 

### طبيعة المنهج القرآني
ينتقل سيد قطب بعد ذلك إلى طبيعة المنهج القرآني يرى قطب أن المنهج القرآني كان يعالج القضية الأولى والقضية الكبرى والقضية الأساسية في هذا الدين الجديد.. قضية العقيدة.. ممثلة في قاعدتها الرئيسية.. الألوهية والعبودية وما بينهما من علاقة. لقـد كان هذا القرآن المكي يفسر للإنسان سر وجوده ووجود هذا الكون من حوله.. كان يقول له: من هو؟ ومن أين جاء؟ ولماذا جاء؟ وإلى أين يذهب في نهاية المطاف؟ لقد شاءت حكمة الله أن تكون قضية العقيدة هي القضية التي تتصدى لها الدعوة منذ اليوم الأول للرسالة وأن يبدأ رسول الله أولى خطواته في الدعوة بدعوة الناس أن يشهدوا: أن لا اله إلا الله وأن يمضي في دعوته يعرف الناس بربهم الحق ويُعَبِّدَهم له دون سواه.
ولم تكن هذه - في ظاهر الأمر وفي نظرة العقل البشري المحجوب - هي أيسر السبل إلى قلوب العرب فلقد كانوا يعرفون من لغتهم معنى «إله» ومعنى: «لا إله إلا الله». كانوا يعرفون أن الألوهية تعني الحاكمية العليا وكانوا يعرفون أن توحيد الألوهية وإفراد الله بها، معناه نزع السلطان الذي يزاوله الكهان ومشيخة القبائل والأمراء والحكام، وردّه كله إلى الله.. السلطان على الضمائر والسلطان على الشعائر والسلطان على واقعيات الحياة والسلطان في المال والسلطان في القضاء والسلطان في الأرواح والأبدان.
كانوا يعلمون أن «لا إله إلا الله» ثورة على السلطان الأرضي الذي يغتصب أولى خصائص الألوهية، وثورة على الأوضاع التي تقوم على قاعدة من هذا الاغتصاب، وخروج على السلطات التي تحكم بشريعة من عندها لم يأذن بها الله.. ولم يكن يغيب عن العرب - وهم يعرفون لغتهم جيداً ويعرفون المدلول الحقيقي لدعوة - «لا اله إلا الله» - ماذا تعني هذه الدعوة بالنسبة لأوضاعهم ورياساتهم وسلطانهم ومن ثم استقبلوا هذه الدعوة - أو هذه الثورة - ذلك الاستقبال العنيف وحاربوها هذه الحرب التي يعرفها الخاص والعام.. فلم كانت هذه نقطة البدء في هذه الدعوة؟ ولم اقتضت حكمة الله أن تبدأ بكل هذا العناء؟

### نشأة المجتمع المسلم
الفصل الثالث هو نَشأَة المُجتَمع المُسْلِم وَخَصَائِصُه يرى سيد قطب أن المجتمع الإسلامي كان مجتمعاً مبنياً على رابطة العقيدة. أناس من فرس وعرب وروم وعرقيات مختلفة وحدتها العقيدة الإسلامية وذابت فيها كل الفروق والاختلافات وكان الناس فيها سواسية كأسنان المشط.

## كتب ذات علاقة
- شروح كتاب معالم في الطريق  - الشيخ مصطفى كامل محمد[4]
- كتاب إدارة التوحش - أبو بكر ناجي
- كتاب الفريضة الغائبة - محمد عبد السلام فرج
- كتاب ملة إبراهيم - أبو محمد المقدسي
- كتاب منهج الأنبياء في الدعوة إلى الله - محمد سرور
- وسائل البر_ سامي عثمان

## روابط خارجية
- برنامج وثائقي بعنوان كتاب معالم في الطريق .. فكر سيد قطب - قناة الجزيرة